# Pirey
Pirey – miejscowość i gmina we Francji, w regionie Burgundia-Franche-Comté, w departamencie Doubs.
Według danych na rok 1990 gminę zamieszkiwały 1234 osoby, a gęstość zaludnienia wynosiła 185 osób/km² (wśród 1786 gmin Franche-Comté Pirey plasuje się na 131. miejscu pod względem liczby ludności, natomiast pod względem powierzchni na miejscu 666.).